# Oedignatha procerula
Oedignatha procerula är en spindelart som beskrevs av Simon 1897. Oedignatha procerula ingår i släktet Oedignatha och familjen flinkspindlar. Inga underarter finns listade i Catalogue of Life.